# مدرسة طب بريستول
مدرسة طب بريستول (بالإنجليزية: Bristol Medical School)‏ هي إحدى المدارس لتعليم الطب في المملكة المتحدة. مركز هذه المدرسة الطبية هو جامعة بريستول. تم تأسيس هذه المدرسة رسمياً في 1833. اندمجت مع كلية الجامعة، بريستول (الآن جامعة بريستول) في 1893.